# James W. Patterson
James W. Patterson (Henniker, 1823. július 2. – Hanover, 1893. május 4.) az Amerikai Egyesült Államok szenátora (New Hampshire, 1867–1873).

## Élete
1872-ben a (republikánus) képviselőház kilenc politikus nevét nyújtotta be vizsgálatra a (republikánus) szenátusnak a Crédit Mobilier-botrány miatt, a listán James W. Patterson is szerepelt.